# Liste der finnischen Botschafter auf Zypern
Liste der finnischen Botschafter auf Zypern.
| Ernennung Akkreditierung | Name                     | Bemerkungen                          | ernannt von      | Akkreditiert von       | Posten verlassen |
| ------------------------ | ------------------------ | ------------------------------------ | ---------------- | ---------------------- | ---------------- |
| 1961                     | Torsten Oskar Vahervuori | (* 1901; † 1978) Gesandter, Sitz Rom | Urho Kekkonen    | Makarios III. (Zypern) | 1964             |
| 1964                     | Torsten Oskar Vahervuori | Botschafter, Sitz Rom                | Urho Kekkonen    | Makarios III. (Zypern) | 1968             |
| 1968                     | Leo Tuominen             | Botschafter, Sitz Rom                | Urho Kekkonen    | Makarios III. (Zypern) | 1969             |
| 1970                     | Jorma Vanamo             | Botschafter, Sitz Rom                | Urho Kekkonen    | Makarios III. (Zypern) | 1975             |
| 1975                     | Matti Kahiluoto          | Botschafter, Sitz Rom                | Urho Kekkonen    | Makarios III. (Zypern) | 1981             |
| 1981                     | Paaso Helminen           | Botschafter, Sitz Rom                | Urho Kekkonen    | Spyros Kyprianou       | 1982             |
| 1982                     | Erkki Mäentakanen        | Botschafter, Sitz Tel Aviv           | Mauno Koivisto   | Spyros Kyprianou       | 1984             |
| 1984                     | Taneli Kekkonen          | Botschafter, Sitz Tel Aviv           | Mauno Koivisto   | Spyros Kyprianou       | 1985             |
| 1985                     | Osmo Väinölä             | Botschafter, Sitz Tel Aviv           | Mauno Koivisto   | Spyros Kyprianou       | 1989             |
| 1989                     | Pekka J. Korvenheimo     | Botschafter, Sitz Tel Aviv           | Mauno Koivisto   | Georges Vassiliou      | 1993             |
| 1993                     | Arto Tanner              | Botschafter, Sitz Tel Aviv           | Mauno Koivisto   | Glafkos Klerides       | 1997             |
| 1997                     | Pasi Patokallio          | Botschafter, Sitz Tel Aviv           | Martti Ahtisaari | Glafkos Klerides       | 2003             |
| 2003                     | Kari Veijalainen         | Botschafter, Sitz Tel Aviv           | Tarja Halonen    | Tassos Papadopoulos    | 2004             |
| 2004                     | Risto Piipponen          | Botschafter, Sitz Nikosia            | Tarja Halonen    | Tassos Papadopoulos    | 2008             |
| 2008                     | Riitta Resch             | Botschafter, Sitz Nikosia            | Tarja Halonen    | Dimitris Christofias   |                  |